# عرن ليدي
العرن الليدي (باللاتينية: Hypericum lydium) نوع نباتي ينتمي إلى جنس العرن من الفصيلة العرنية.

## الموئل والانتشار
النبات واطن في بلاد الشام وتركيا والقرم.